# Мајстор Екхарт
Мајстор Екхарт (око 1260–1328) био је средњовековни немачки филозоф, доминикански теолог и мистик.

## Биографија
Мајстер Екхарт (право име Eckhart von Hochheim O.P.) родио се 1260. године у Тирингији. Образовао се у Стразбуру, Паризу и Келну, под утицајима Алберта Великог, Томе Аквинског и Дунса Скота. Предавао је у Паризу, где је стекао мајсторско достојанство, односно магистеријум. Деловао је у Бремену, потом руководио теолошком школом у Стразбуру. Припадао је доминиканском реду католичке цркве. Држао је проповеди и по манастирима. Његове проповеди су записиване и ширене, што је изазвало званичну цркву да му се супротстави, после чега је инквизиција почела да прогони све оне који су изражавали његове ставове. Његов ред је настојао да га заштити и да посведочи његову правоверност, све док није била донесена неопозива одлука. Екхарт је одбио оптужбе инквизитора, али је позван пред папу у Авињон. Мајстер Екхарт се последњи пут помиње као жив 1327. године.

## Учење
У средишту Екхартовог учења лежи узлетна моћ душе, која одељивањем од телесног и световног хрли својем искону.
| „ | Дно Бога је моје дно, и моје је дно дно Бога. | ” |